# Quercus Cabo Verde
Quercus Cabo Verde ist eine kapverdische Nichtregierungsorganisation im Bereich Umweltschutz. Sie hat ihren Sitz in der Hauptstadt Praia. In seinem Logo trägt der Verein den landestypischen Eisvogel, den Graukopfliest.
Quercus Cabo Verde gilt als die erste unabhängige Umweltschutzorganisation des Landes.

## Geschichte
Der Verein stellte sich am 17. Februar 2016 um 18:00 Uhr erstmals der Öffentlichkeit vor, in der Assembleia Nacional, dem kapverdischen Parlament. Als Gast anwesend war auch João Branco, Präsident der portugiesischen Umweltschutzorganisation Quercus, der ein Grußwort sprach. Quercus Cabo Verde erhielt von seiner portugiesischen Schwesterorganisation das Angebot zur engen partnerschaftlichen Zusammenarbeit.
Auch das kapverdische Umweltministerium versprach, die Organisation zu unterstützen. Umweltminister Antero Veiga begrüßte die Initiative als Teil der notwendigen Bemühungen zur Entwicklung des Umweltschutzes in Kap Verde.

## Ziele
Der Verein will zur Weiterentwicklung der kapverdischen Gesellschaft beitragen. Er nennt als seine Ziele die Förderung der Abfallvermeidung, die Schaffung eines Bewusstseins für den Umweltschutz, die Identifizierung und Benennung wesentlicher Bedrohungen für die Umwelt und Natur der kapverdischen Inseln, die Förderung der Aufmerksamkeit für die ländlichen Regionen, und die Förderung alternativer Energien und alternativer sozialer Projekte mit geringeren Auswirkungen auf die Umwelt.